# Sagamix
Sagamix, né le 15 mars 1995, est un cheval de course pur-sang spécialisé dans les courses de plat. Il remporte le Prix de l'Arc de Triomphe en 1998 sous les couleurs de Jean-Luc Lagardère.

## Carrière en courses
Représentant l'entrainement d'André Fabre, Sagamix débute seulement à 3 ans et enchaîne deux victoires, la deuxième face à Dream Well, futur lauréat du Prix du Jockey Club. Mais une blessure le prive des classiques printaniers et on ne le revoit en piste qu'à l'automne, dans le Prix Niel, la préparatoire au Prix de l'Arc de Triomphe réservée aux 3 ans. Il y retrouve Dream Well et lui met plus de 11 longueurs à l'arrivée, Croco Rouge, le vainqueur du Prix Lupin, s'intercalant entre eux. En déroute, Dream Well abandonne son siège de leader de sa génération en France à un Sagamix encore tout neuf et invaincu lorsqu'il se présente en favori au départ de l'Arc. Le terrain est collant en ce premier dimanche d'octobre mais la gadoue ne perturbe guère le poulain qui, sous la monte d'un Olivier Peslier qui réussit un formidable coup de trois (il venait de remporter les deux éditions précédentes), s'impose à la lutte et offre un premier (et unique) Arc de Triomphe à son propriétaire-éleveur. Mais si les dernières éditions de la grande épreuve ont sacré des chevaux hors du commun (Lammtarra, Helissio et Peintre Célèbre), cette cuvée 1998 semble bien moins relevée et Sagamix, bien qu'invaincu, doit prouver l'année suivante qu'il ne dépareille pas au palmarès. D'ailleurs Timeform lui a décerné un rating moyen pour un vainqueur d'Arc, 129.
À Sagamix, désormais âgé de 4 ans, de détromper les handicapeurs. Il n'y parviendra jamais. Il se noie dans le Prix Ganay comme dans le Grand Prix de Saint-Cloud, lointain quatrième à chaque fois, et s'en tient à ces deux seules courses en 1999. Pourtant, sa carrière n'est pas terminée puisque l'écurie Godolphin s'en porte acquéreur avec pour objectif de le relancer. Sagamix passe alors dans les boxes de Saeed bin Suroor et va se refaire une santé à Dubaï, où on le retrouve l'année suivante au départ du Dubaï Sheema Classic. Mais il n'est pas écrit que le soleil dubaïote donne aux héros de générations creuses l'étincelle qui leur manque : Sagamix est inexistant dans la course. Et le retour en Europe n'est guère moins pathétique : il finit quatrième et dernier de la Coronation Cup. Heureusement, il connaît une sortie honorable en montant sur la troisième marche du podium du Grand Prix de Saint-Cloud. L'honneur est sauf. Ou presque : ils étaient quatre au départ, et Sagamix n'aura devancé que le leader de Coolmore, chargé de faire le train pour son successeur au palmarès de l'Arc, Montjeu, un champion d'une autre envergure. Mais enfin si Sagamix aura été un vainqueur d'Arc très ordinaire, il n'a, cette année-là, volé sa victoire à personne.

### Résumé de carrière
| Date         | Hippodrome   | Pays        | Course                    | Statut      | Distance    | Jockey      | Place       | Écart       | Vainqueur ou deuxième |
| 1998, 3 ans  | 1998, 3 ans  | 1998, 3 ans | 1998, 3 ans               | 1998, 3 ans | 1998, 3 ans | 1998, 3 ans | 1998, 3 ans | 1998, 3 ans | 1998, 3 ans           |
| ------------ | ------------ | ----------- | ------------------------- | ----------- | ----------- | ----------- | ----------- | ----------- | --------------------- |
| 14 mars      | Saint-Cloud  | France      | Prix Hippolyte            | Maiden      | 2 400 m     | Th. Jarnet  | 1er / 7     | 3/4         | Phebus                |
| 23 avril     | Longchamp    | France      | Prix des Marronniers      | Course B    | 2 400 m     | O. Peslier  | 1er / 7     | enc.        | Dream Well            |
| 13 septembre | Longchamp    | France      | Prix Niel                 | Gr. 2       | 2 400 m     | O. Peslier  | 1er / 6     | 1 ½         | Croco Rouge           |
| 4 octobre    | Longchamp    | France      | Prix de l'Arc de Triomphe | Gr. 1       | 2 400 m     | O. Peslier  | 1er / 14    | enc.        | Leggera               |
| 1999, 4 ans  |              |             |                           |             |             |             |             |             |                       |
| 2 mai        | Longchamp    | France      | Prix Ganay                | Gr. 1       | 2 100 m     | O. Peslier  | 4e / 5      | 7 ¼         | Dark Moondancer       |
| 4 juillet    | Saint-Cloud  | France      | Grand Prix de Saint-Cloud | Gr. 1       | 2 400 m     | O. Peslier  | 4e / 10     | 5 ¼         | El Condor Pasa        |
| 2000, 5 ans  |              |             |                           |             |             |             |             |             |                       |
| 25 mars      | Nad Al Sheba | Dubaï       | Dubaï Sheema Classic      | Gr. 1       | 2 400 m     | J. Bailey   | 9e / 16     | 17          | Fantastic Light       |
| 9 juin       | Epsom        | Royaume-Uni | Coronation Cup            | Gr. 1       | 2 400 m     | O. Peslier  | 4e / 4      | 8 ½         | Daliapour             |
| 2 juillet    | Saint-Cloud  | France      | Grand Prix de Saint-Cloud | Gr. 1       | 2 400 m     | S. Guillot  | 3e / 4      | 6           | Montjeu               |

## Au haras
Installé au haras du Logis, le pauvre Sagamix n'aura guère plus de succès au haras qu'il en a eu en piste après sa victoire dans l'Arc. Proposé à 25 000 francs (3 800 euros) pour sa première saison en 2001, il est exporté en Angleterre en 2009, proposant  ses services £ 2 500 livres, puis à £ 1 500, essentiellement à une jumenterie destinée aux courses d'obstacles. Il a tout de même produit un bon élément, Siljan's Saga, lauréate du Prix Corrida et du Grand Prix de Deauville et même quatrième du Prix de l'Arc de Triomphe en 2016, où elle s'élançait à plus de 100/1. En 2013, Sagamix est finalement exporté au Maroc en 2013, pour achever sa carrière d'étalon à Jalobey Stud ou il meurt le 1er mai 2023 à l’âge de 28 ans.

## Pedigree
La victoire de Sagamix dans l'Arc est une consécration pour l'élevage de Jean-Luc Lagardère puisqu'il est issu de son étalon miracle Linamix et de Saganeca, une lauréate du Prix de Royallieu (sa seule victoire en 25 sorties !) cinquième surprise de l'Arc de Subotica en 1992, qu'il a acquise à l'issue de sa carrière de course pour $ 165 000. Bonne pioche, puisque cette fille de Sagace allait s'avérer une exceptionnelle poulinière. Lagardère s'en sépara pourtant en 2000 en la cédant (pour un montant resté secret) au haras américain de Skara Glen Stable, avant que Coolmore l'intègre à son élevage en 2003, pleine de Storm Cat, moyennant 2 millions de dollars aux ventes de Keeneland. Parmi les 16 produits de Saganeca, citons :  
- 1995 : Sagamix
- 1996 : Sage et Jolie (par Linamix) : Prix de Malleret, mère de : 
  - Sageburg (Johannesburg) : Prix d'Ispahan
- 1998 : Sagacity (Highest Honor) : Critérium de Saint-Cloud. 2e Prix Hocquart, Exbury (Gr.3), du Prince d'Orange. 3e Prix de l'Arc de Triomphe, Guillaume d'Ornano.
- 2000 : Sagalina (Linamix), mère de : 
  - Sagawara (Shamardal) : Prix Saint-Alary. 2e Prix Vanteaux (Gr.3).
- 2001 : Shastye (Danehill), l'une des poulinières les plus rentables de l'élevage mondiale, dont neuf des produits passés aux ventes ont généré 15 4300 000 Guinées d'enchères. Mère de : 
  - Japan (Galileo) : Grand Prix de Paris, International Stakes, 3e Derby d'Epsom, 4e Prix de l'Arc de Triomphe.
  - Mogul (Galileo) : Grand Prix de Paris, Hong Kong Vase, Champions Juvenile Stakes (Gr.2), Gordon Stakes (Gr.3). 3e Great Voltigeur Stakes (Gr.2).
  - Secret Gesture (Galileo) : Middleton Stakes (Gr.3). 2e Oaks, Preis der Diana, York Stakes (Gr.2). 3e Prix Jean Romanet, Yorkshire Oaks, Beverly D. Stakes.
  - Sir Isaac Newton (Galileo) : International Stakes (Gr. 3). 3e J.R.A. Cup (Gr. 3).
  - Maurus (Medicean) : 2e Kingston Town Stakes, Premier's Cup, Neville Sellwood Stakes (Gr.3). 3e AD Hollindale Stakes (Gr.2)
- 2002 : Almighty (Sadler's Wells) : 2e Chester Vase (Gr.3)
- 2007 : Pipping (Montjeu), mère de : 
  - The Grand Visir (Frankel) : 3e Prix Vicomtesse Vigier, Doncaster Cup (Gr.2), Lonsdale Cup (Gr.2)

### Pedigree
| Origines de Sagamix | Origines de Sagamix | Origines de Sagamix | Origines de Sagamix         |
| ------------------- | ------------------- | ------------------- | --------------------------- |
| Père Linamix        | Mendez              | Bellypha            | Lyphard                     |
| Père Linamix        | Mendez              | Bellypha            | Belga                       |
| Père Linamix        | Mendez              | Miss Carina         | Caro                        |
| Père Linamix        | Mendez              | Miss Carina         | Miss Pia                    |
| Père Linamix        | Lunadix             | Breton              | Relko                       |
| Père Linamix        | Lunadix             | Breton              | La Melba                    |
| Père Linamix        | Lunadix             | Lutine              | Alcide                      |
| Père Linamix        | Lunadix             | Lutine              | Mona                        |
| Mère Saganeca       | Sagace              | Luthier             | Klairon                     |
| Mère Saganeca       | Sagace              | Luthier             | Flûte Enchantée             |
| Mère Saganeca       | Sagace              | Senecca             | Chaparral                   |
| Mère Saganeca       | Sagace              | Senecca             | Schönbrunn                  |
| Mère Saganeca       | Haglette            | Hagley              | Olden Times                 |
| Mère Saganeca       | Haglette            | Hagley              | Tio Pepi                    |
| Mère Saganeca       | Haglette            | Sucrette            | Zucchero                    |
| Mère Saganeca       | Haglette            | Sucrette            | Le Mirambule (famille 11-d) |